# فيرير
فيرير هي مدينة من مدن هايتي. يبلغ عدد سكانها 13,096 نسمة وذلك حسب إحصائيات سنة 2003. يبلغ ارتفاع المدينة عن سطح البحر قرابة 8 متر.